# Them Was the Happy Days!
Them Was the Happy Days! è un cortometraggio muto del 1916 prodotto e diretto da Hal Roach.  Interpretato da Harold Lloyd, il film fa parte della serie di comiche che avevano come protagonista il personaggio di Lonesome Luke.

## Trama
Luke fa l'attore. Dopo essersi addormentato, sogna che lui e i suoi colleghi di lavoro sono diventati di nuovo bambini. Tutti quanti si trovano di nuovo sui banchi di scuola.

## Produzione
Il film fu prodotto da Hal Roach per la Rolin Films (come Phunphilms). Venne girato dal 18 dicembre 1915 al 12 gennaio 1916.

## Distribuzione
Distribuito dalla Pathé Exchange, il film - un cortometraggio in una bobina - uscì nelle sale cinematografiche USA il 26 aprile 1916.